# Pero frigida
Pero frigida là một loài bướm đêm trong họ Geometridae.